# Ікізу
Ікі́зу (кізу, ікізо, ікікізу, вайкізу) — невелика етнічна група банту в Танзанії.
Представники етногрупи ікізу проживають у північній Танзанії, переважно в районі Бунда регіону Мара (край теж дістав назву Ікізу), також у районі Мусома, на південний схід від озера Вікторія.
Згідно з даними на 2009 рік представників народу ікізу — 52 900 осіб.
Розмовляють мовою кіікізу (кійкізу). Діалект — шаші/кішаші (Shashi/Kishashi), носіїв якого нараховується 4 тисячі осіб. Кіікізу — писемна, у вжитку відчуває вплив мови суахілі.
Люди ікізу дотримуються традиційних вірувань, є також християни та мусульмани.
Основу традиційної економіки становлять сільське господарство і тваринництво, хоча за давнини вагому роль вілігравало також мисливство. Головна товарна культура — бавовна, задля власних потреб (для харчування) вирощують кукурудзу та маніоку (популярні по всій Східній Африці страви угалі та удага).
Вайкізу є мужніми людьми, що зберігають традиції й переймаються захистом власної культури від зовнішніх впливів. Вважається, що люди ікізу дуже терплячі.
Найвідомішим ікізу є колишній прем'єр-міністр Танзанії Джозеф Сінде Варіоба (Joseph Sinde Warioba).